# Рубин, Элла
Элла Рубин (род. 2 сентября 2001, Нью-Йорк, Нью-Йорк) — американская актриса. Начала свою карьеру как ребёнок-актёр в фильме «Перезапись» (2014). Дебютировала на Бродвее в спектакле Roundabout Theatre Company по пьесе Теннесси Уильямса «Татуированная роза» (2019). На телевидении известна по ролям в сериале Netflix «Кафедра» (2021) и сериале Hulu «Девушка из Плейнвилля» (2022).

## Биография
Рубин родилась в Нью-Йорке, выросла в Верхнем Вест-Сайде Манхэттена. Её отец Рон Рубин был генеральным директором страховой компании, а мать — менеджером по поиску талантов, работает с ее сестрой, Джоди Кипперман, кастинг-директором, а также владельцем и президентом организации по поиску талантов Kipperman & Company. Она изучала театральное и исполнительское искусство в Профессиональной детской школе. Имеет еврейские корни.
Рубин дебютировала в кино в роли второго плана в романтической комедии «Перезапись» (2014) с Хью Грантом и Марисой Томей в главных ролях. С тех пор она снималась во второстепенных ролях в сериалах: комедийный сериал Hulu «Трудные люди» (2017), драматический сериал Showtime «Миллиарды» (2018) и комедийный сериал Netflix «Кафедра» (2021). Рубин дебютировала на Бродвее в 2019 году в возрождённом спектакле «Татуированная роза» в главной роли вместе с Томей. Исполнила роль Бьянки Брир в обновлённом сериале HBO Max «Сплетница» с 2021 по 2023 год. Сыграла Натали Гибсон в мини-сериале Hulu «Девушка из Плейнвилля» (2022) с Элль Фаннинг в главной роли. В 2023 году она снялась в сюрреалистической комедии «Сладкий восток» режиссера Шона Прайса Уильямса. В 2024 году сыграла роль второго плана в романтической комедии «Идея тебя» с Энн Хэтэуэй производства Prime Video и сыграла роль Веры в фильме Шона Бейкера «Анора» с Майки Мэдисоном в главной роли.

## Фильмография

### Кино
| Год  | Русское название               | Title                   | Role               | Прим.  |
| ---- | ------------------------------ | ----------------------- | ------------------ | ------ |
| 2014 |                                | The Rewrite             | Этта               |        |
| 2023 | Нежный восток                  | The Sweet East          | Аннабель           |        |
| 2024 | Мысль о тебе                   | The Idea of You         | Иззи               | [ 7 ]  |
| 2024 | Анора                          | Anora                   | Вера               | [ 13 ] |
| 2025 | Дожить до рассвета             | Until Dawn              | Кловер             | [ 14 ] |
| 2025 | Улица Страха: Королева красоты | Fear Street: Prom Queen | Мелисса Маккендрик | [ 15 ] |